# Поляково (Удмуртия)
Поляково — деревня в Кизнерском районе Удмуртии, входит в Старокармыжское сельское поселение. Находится в 26 км к юго-востоку от Кизнера, в 37 км к юго-западу от Можги и в 111 км к юго-западу от Ижевска.
Первые упоминания о существовании деревни датируются 1802-ом годом, когда в ней на тот момент проживало 20 душ. Была населена преимущественно государственными крестьянами, и в 1885-ом году разделена на 111 наделов, в основном выживая за счет рубки леса и продажи его в Елабуге
На данный момент одним из уникальных мест в деревне, является находящаяся там реликтовая сосна. 